# Arré
Arré – rzeka we Francji, przepływająca przez teren departamentu Oise, o długości 15,7 km. Stanowi dopływ rzeki Brêche.